# Zagorzałek nadbrzeżny
Zagorzałek nadbrzeżny (Odontites litoralis (Fr.) Fr.) – gatunek rośliny z rodziny zarazowatych (Orobanchaceae). Występuje w środkowej i północnej Europie na wybrzeżach Morza Północnego i Bałtyckiego. W Polsce znany z pojedynczych stanowisk na Pomorzu Zachodnim i okolic Pucka. Jest jednorocznym półpasożytem występującym na solniskach nadmorskich.

## Morfologia

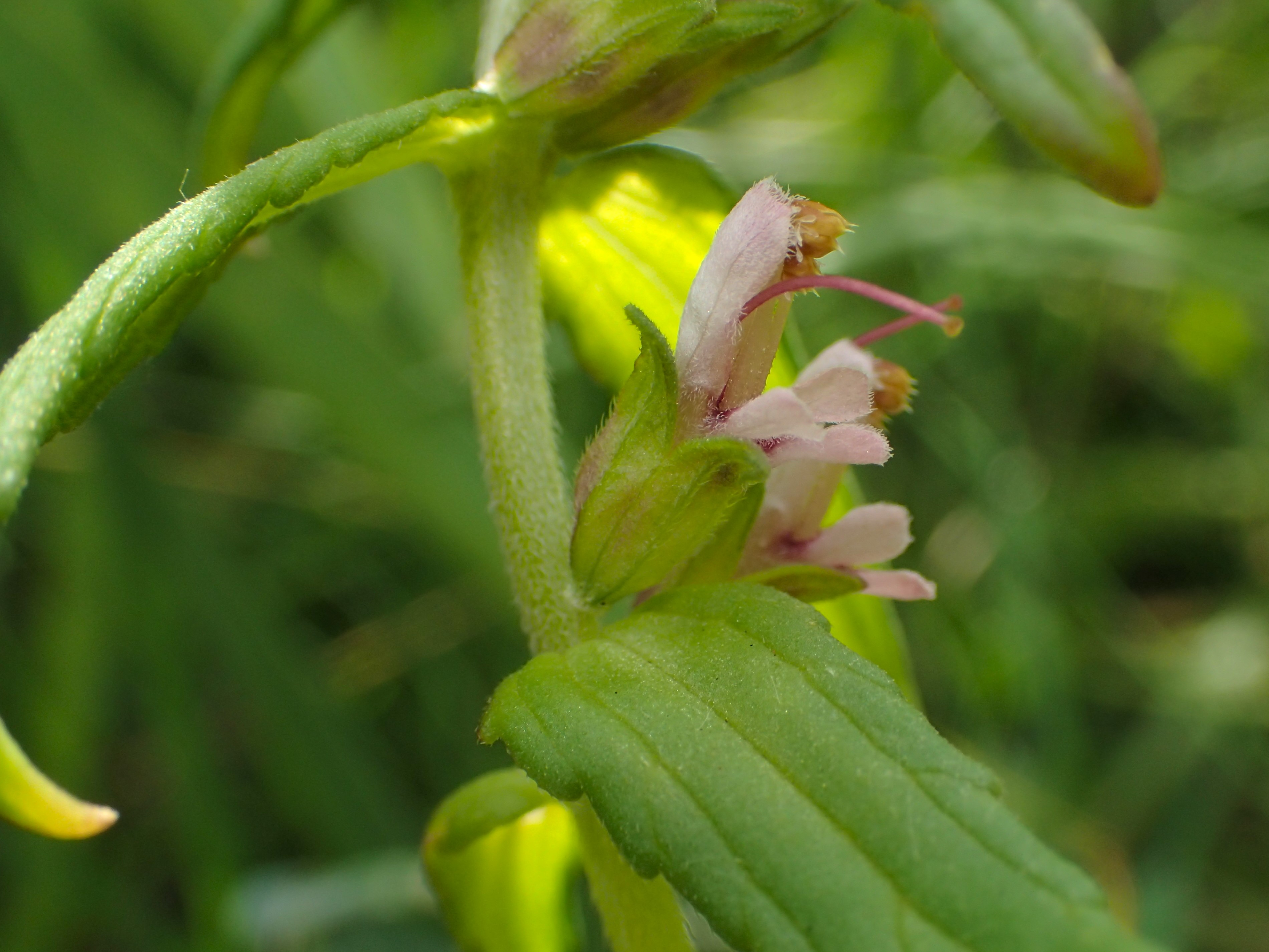
Kwiat

PokrójRoślina zielna o zwykle nierozgałęzionej łodydze, rzadko z 1 lub 2 krótkimi odgałęzieniami (odstającymi pod kątem ostrym), osiągająca od 10 do 25 cm wysokości.
LiścieLancetowate do eliptycznie lancetowatych, w górnej części odlegle piłkowano ząbkowane, mięsiste. Dolne liście krótsze od międzywęźli.
KwiatyZebrane w luźny kwiatostan składający się z 4–20 kwiatów i zaczynający się już na 5–8 węźle. Kwiaty wsparte są przysadkami tępo zakończonymi. Kielich dzwonkowaty, przylegle owłosiony, o ząbkach trójkątnych tępo zakończonych. Korona różowa.
OwoceJajowate torebki zwykle dłuższe od kielicha na szczycie ucięte lub wycięte.

## Biologia i ekologia
Roślina jednoroczna, półpasożyt. Rośnie na solniskach nadmorskich. Kwitnie w czerwcu i lipcu. 